# سوزان الیوز هینتون
سوزان الیوز هینتون (به انگلیسی: Susan Eloise Hinton) (متولد ۲۲ ژوئیه ۱۹۴۸) یک نویسنده آمریکایی است که به واسطهٔ نوشتن رمان بیگانگان «The Outsiders» شهرت جهانی یافت. در سال ۱۹۸۸، او جایزه مارگارت ادواردز را از انجمن کتابخانه آمریکا برای نوشتن برای نوجوانان دریافت کرد.
در زمان نگارش کتاب بیگانگان تنها ۱۶ سال داشته‌است. این دختر نوجوان که از خواندن کتاب‌های عاشقانه لطیف خسته شده به دنبال خواندن داستانی دربارهٔ واقعیت زندگی نوجوانان بود و از آن جا که جستجویش به نتیجه نرسید تصمیم گرفت خودش دست به قلم شود. این رمان که تاکنون چندین جایزه کسب کرده دربارهٔ زندگی سخت دو پسر یتیم در خیابان‌های شهر اوکلاهما است که در میان خشونت و فشار و فقر تلاش می‌کنند تا زنده بمانند. یکی از مهمترین آثار هینتون ماهی مهاجم نام دارد که با همین عنوان توسط فرانسیس فورد کاپولا اقتباس سینمایی شده‌است. این رمان توسط یوسف نجفی جابلو در نشر ایجاز ترجمه و چاپ شده‌است.